# 聚伞锦香草
聚伞锦香草（学名：Phyllagathis cymigera）为野牡丹科锦香草属下的一个种。

## 扩展阅读
- 維基物種上的相關：聚伞锦香草